# Stambolovo (obchtina)
Stambolovo (bulgare : Стамболово) est une obchtina de l'oblast de Khaskovo en Bulgarie.